# Малая Щедруха
Малая Щедруха — упразднённая в 2024 году деревня в Новокузнецком районе Кемеровской области. Входила на год упразднения в состав Терсинской сельской территории Новокузнецкого административного района в рамках административно-территориального устройства и в Терсинское сельское поселение Новокузнецкого муниципального района в рамках организации местного самоуправления.

## География
Центральная часть урочища расположена на высоте 220 метров над уровнем моря.

## История
До 2013 года входила в состав Сидоровского сельского поселения, упразднённое Законом Кемеровской области от 26.11.2013 № 116.
С 2013 года в составе Терсинского сельского поселения.
Исключена из учётных данных в 2024 году.

## Население
| 2010 |
| ---- |
| 0    |

### Национальный состав
Согласно результатам переписи 2002 года, в национальной структуре населения русские составляли 100 % от общей численности населения в 6 жителей